# Měcholupy (Lounyi járás)
Měcholupy település Csehországban, Lounyi járásban. Měcholupy Libořice, Žatec, Deštnice, Blšany, Holedeč, Svojetín, Janov és Děkov településekkel határos. Lakosainak száma 991 fő (2024. január 1.).

## Népesség
A település lakosságának változását az alábbi diagram mutatja:
| Lakosok száma | 2216 | 2600 | 2404 | 1283 | 1141 | 918  | 994  | 998  | 930  | 991  |
|               | 1869 | 1900 | 1921 | 1961 | 1980 | 2011 | 2016 | 2019 | 2021 | 2024 |